# René Couzinet
Pour les articles homonymes, voir Couzinet.

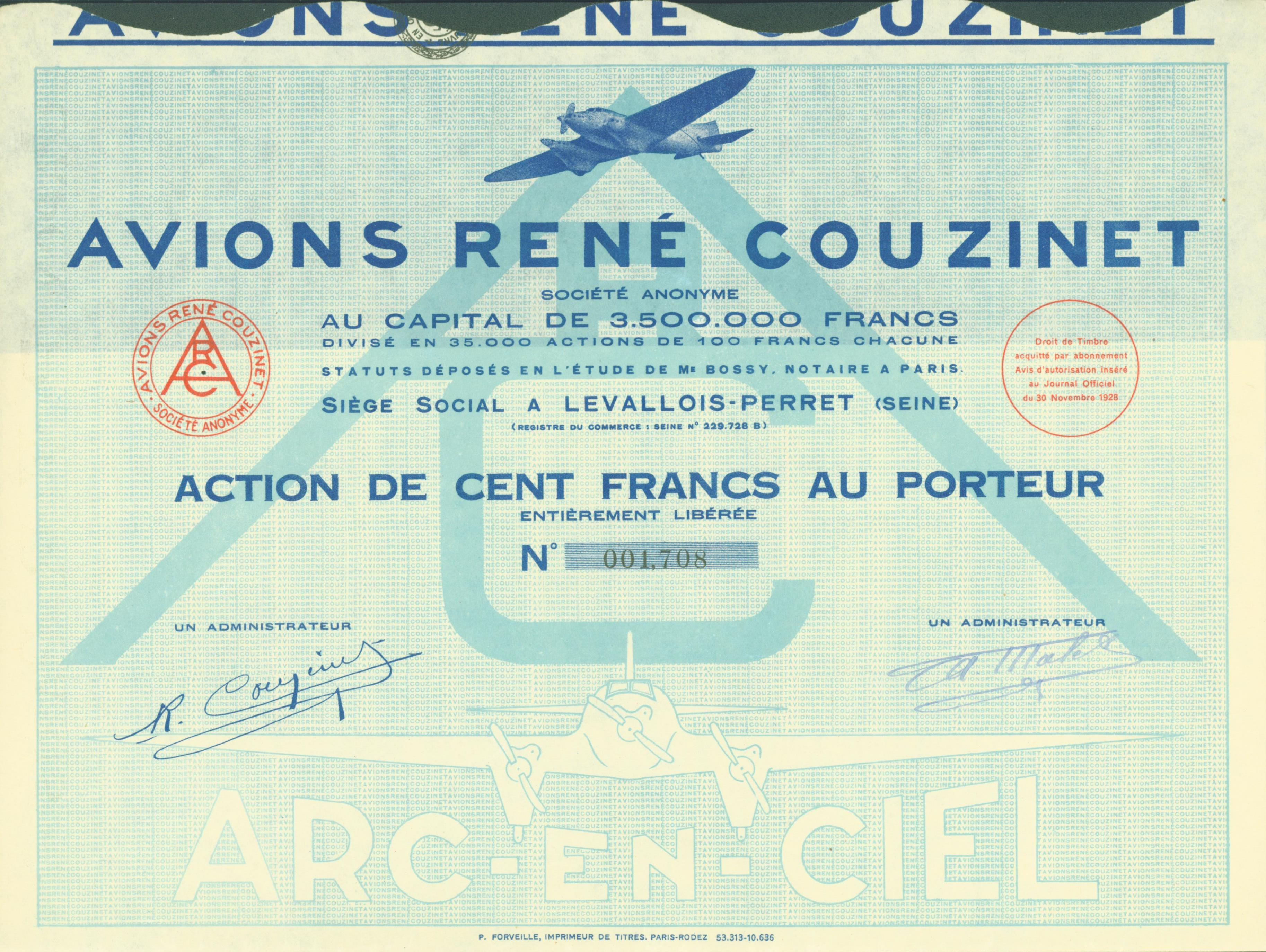
Action de l'Avions René Couzinet S. A. en date du 30 novembre 1928

René Couzinet, né le 20 juillet 1904 à Saint-Martin-des-Noyers en Vendée et mort le 16 décembre 1956 à Paris XVIe, est un ingénieur en aéronautique français et un constructeur d'avions.

## Biographie
Fils d'instituteur, il se passionne très jeune pour l'aviation en observant le vol des hirondelles. Il entre en 1921 à l'École des arts et métiers d'Angers (comme Louis Béchereau) d'où il sortira deuxième de sa promotion, non sans avoir entre-temps déposé plusieurs brevets relatifs à l'aviation, avant d'intégrer l'École supérieure de l’aéronautique en 1924. Il parvient à récolter quelque argent dans une usine de turbines du Nord afin de payer ses débuts d’étudiant, avant d'être incorporé, en novembre 1925, dans l'aéronautique militaire (l'Armée de l'air indépendante n'existe pas encore) où il devient sous-lieutenant. Le 21 mai 1927, alors officier de permanence du 34e Régiment d'aviation, il soustrait Charles Lindbergh à l'enthousiasme de la foule lors de son arrivée triomphale au Bourget après sa traversée en solitaire de l'Atlantique nord.
Tous ses avions conservaient la même formule trimoteur mais ne furent jamais acceptés avec beaucoup de chaleur par les officiels de l'aéronautique française. En 1933, séparé d'A.N.F Les Mureaux, Couzinet apparaît au bord de la faillite. Marcel Dassault disait de lui : « René Couzinet fait de bons avions, mais il ne sait pas les vendre ». Par la suite, le bureau d'études de Couzinet est intégré à celui de Breguet à Villacoublay.
Durant la Seconde Guerre mondiale, il émigre au Brésil où il est chargé de la direction technique de l'aéronautique nationale, à Lagoa Santa, puis s'engage en 1943 dans les Forces françaises combattantes. À son retour en France en 1944, la plupart des portes des bureaux d'études lui sont fermées. Ses projets multiples et futuristes d'hydroglisseur et d'avions à décollage vertical ne dépasseront pas le stade de maquettes, notamment le RC360 Aérodyne « en forme de soucoupe volante », conçu en 1955.
Il ne parvient pas à obtenir de l'administration l'autorisation de remettre en état ses ateliers sur l'île de la Jatte, détruits durant la guerre. Le 16 décembre 1956, il assassine sa femme Gilberte (née Chazottes, veuve de Jean Mermoz) avec un revolver avant de retourner l'arme contre lui. Il est enterré au cimetière parisien de Bagneux.

## Hommages
- L'Aérodrome de La Roche-sur-Yon - Les Ajoncs
- Le collège public de Chantonnay
- Le lycée professionnel René Couzinet de Challans
- L'un des bâtiments de l'ENAC à Toulouse.
- Stade René Couzinet à Saint-Martin-Des-Noyers

## Avions construits

### Couzinet 10Arc en Cielno1
En 1927, il construit le Couzinet 10 Arc en Ciel no 1 (ARC pour Avions René Couzinet) dont l'allure est très moderne pour l'époque. C'est un trimoteur monoplan en bois à aile épaisse, avec une dérive effilée caractéristique de tous les Arcs-en-Ciel qui suivront, pensé pour pouvoir réaliser des vols transatlantiques. L’hôtelier qui le logeait lui prête 50 000 francs et il trouve trois moteurs de 180 ch cédés gratuitement par Jacques Lacoste, l’administrateur-délégué du motoriste Hispano-Suiza. L'ingénieur Georges Le Moy sera l'un des principaux concepteurs de cet avion. Le premier vol aura lieu le 7 mai 1928 au départ d'Orly, René Couzinet, Maurice Drouhin et Marcel Gianoli prenant place à bord de l'appareil.
Les Ateliers des Mureaux acceptent de prendre en charge le premier prototype. Couzinet fait figure de prestataire de services. Couzinet entreprend également des études d’avions d’observation que les A.N.F. Les Mureaux vendent. Albert Caquot apporta alors 6,6 millions au jeune ingénieur pour quatre prototypes de l’Arc-en-ciel, un appareil assez remarquable manquant néanmoins de mise au point.

### Couzinet 11Arc en Cielno1
En 1928, le Couzinet 10 est modifié en remplaçant le moteur central de 180 ch par un HS 12 Lb de 600 ch, qui s'écrase le 8 août 1928 durant ses essais. Le mécanicien Georges Lanet est tué sur le coup, le pilote Maurice Drouhin meurt le lendemain, Marcel Gianoli et Jean Manuel survivent à leurs blessures.

### Arc en Cielno2
Issue d'une étude no 28GR, ce nouvel avion est en cours de finition. Il ne portera pas de référence. Le soir du 19 février 1930, les ateliers de Meudon, que l'industriel Émile-Louis Letord avait mis à la disposition de René Couzinet, sont ravagés par un incendie, qui détruira non seulement les avions, mais également toutes les archives et les plans… L'ingénieur qui avait été à l'origine des premiers prototypes, Georges Le Moy, réussit la prouesse, en quelques mois, de refaire entièrement, de mémoire, tous les plans de l’avion Arc-en-Ciel, ce qui permit à René Couzinet de faire fabriquer l’Arc-en-Ciel no 3, avec lequel, en 1933, René Couzinet et Jean Mermoz effectueront le vol jusqu’à Buenos Aires.

### Couzinet 33Biarritz
Le Couzinet 33 Biarritz, quadriplace de grand tourisme, fait son premier vol le 25 novembre 1931. Du 4 mars au 5 avril 1932, il réalise la première liaison aérienne France-Nouvelle-Calédonie : 24 000 kilomètres en 134 heures et 45 minutes de vol, en faisant escale à Istres, Tripoli (Libye), Le Caire, Bassorah, Gwadar, Karachi et Allahabad. L'équipage se compose de Charles De Verneilh (pilote), Max Dévé (navigateur, second pilote et radio) et Émile Munch (mécanicien). L'arrivée à Tontouta Nouméa se fait devant une foule estimée à 10 000 personnes. L'appareil est légèrement accidenté à l’atterrissage, mais l'équipage est indemne. Il sera démonté et ramené par bateau en France. Le Biarritz no 2 est réparé et équipé de nouveaux moteurs plus puissants : il réalise toute une série de liaisons en Europe et en Afrique notamment un Paris-Moscou avec Pierre Cot, le ministre de l'Air, plusieurs vols en Afrique dont un aux îles du Cap Vert. Au retour d'Afrique du Nord il s'écrase à Blaisy-Bas (Côte-d'Or) le 30 octobre 1933.

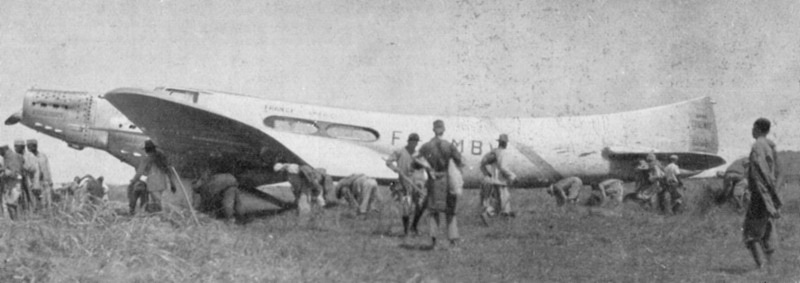
L'"Arc-en-Ciel", le 14 juin 1934, atterrit pour la première fois à Fernando de Noronha.

### Couzinet 70Arc en Cielno3
Le Couzinet 70 Arc-en-ciel III fait son premier vol le 11 février 1932. Le 16 janvier 1933, piloté par Jean Mermoz et accompagné par Couzinet lui-même, le Couzinet 70 (immatriculé F-AMBV) franchit l'Atlantique Sud de Saint-Louis-du-Sénégal à Natal en 14 h 32 min pour 3 173 km soit une moyenne de 227 km/h. Le retour s'effectue du 15 mai au 21 mai où l'arrivée au Bourget est triomphale devant 15 000 personnes. Entre les traversées l'avion subit des modifications importantes. Le fuselage sera changé l'avion devient le Couzinet 71
L'avion fut ensuite exploité par Air France et réalisa au total 8 fois la traversée commerciale de l'Atlantique-Sud. Malheureusement, les commandes officielles de l'État pour la compagnie furent annulées sans aucune raison, provoquant le début de la ruine du constructeur. L'appareil fut vendu aux enchères en 1935.